# Momotus
Momotus är ett fågelsläkte i familjen motmoter inom ordningen praktfåglar. Numera urskiljs ofta sju arter som alla förekommer i Latinamerika, från nordöstra Mexiko till norra Argentina samt i Trinidad och Tobago:
- Rostkronad motmot (M. mexicanus)
- Blåkronad motmot (M. coeruliceps)
- Diademmotmot (M. lessonii)
- Rostbukig motmot (M. subrufescens)
- Trinidadmotmot (M. bahamensis)
- Amazonmotmot (M. momota)
- Andinsk motmot (M. aequatorialis)